# Charles Orlanducci
Charles Orlanducci (* 28. Oktober 1951 in Vescovato auf Korsika) ist ein ehemaliger französischer Fußballspieler, der fast seine gesamte Karriere über für den SEC Bastia spielte und einmal für die Nationalelf seines Landes auflief.

## Vereinskarriere
Der 175 Zentimeter große Abwehrspieler Orlanducci rückte beim auf Korsika angesiedelten SEC Bastia während der Saison 1969/70 in die Profimannschaft auf und konnte sich im Verlauf der Spielzeit zweimal in Frankreichs höchster Liga präsentieren. 1971 wurde er zum Armeedienst einberufen, den er im eigens für Sportler geschaffenen Bataillon de Joinville nahe Paris verrichten durfte. Angesichts dessen trafen die Verantwortlichen die Entscheidung, ihn an den Ligarivalen Red Star Paris auszuleihen. Beim Hauptstadtklub war er zunächst derart unbekannt, dass er vor seinem ersten Spiel eine Eintrittskarte erwerben musste, um überhaupt ins Stadion zu gelangen. Er konnte sich allerdings zunehmend etablieren und stand regelmäßig für eine Mannschaft auf dem Platz, mit der er 1972 dem Abstieg knapp entging. Im selben Jahr kehrte er zu Bastia zurück, wo er sich im Verlauf der Saison 1973/74 einen Stammplatz erkämpfen konnte. Fortan gelang es ihm, seinen festen Platz in der ersten Elf zu behaupten und sich mit dem während seiner frühen Laufbahn abstiegsbedrohten Klub ins obere Mittelfeld der Tabelle vorzuarbeiten. 1977 rückte die Mannschaft auf den dritten Rang vor, der sie zur Teilnahme am UEFA-Pokal 1977/78 berechtigte. Orlanducci wurde durchweg eingesetzt und schlug mit seinen Kameraden sämtliche Konkurrenten, bis man im Finale dem niederländischen Verein PSV Eindhoven gegenüberstand. Das Finale wurde damals noch in zwei Endspielen ausgetragen und der Verteidiger führte die Mannschaft in beiden als Kapitän auf den Platz, wenngleich er aufgrund einer 0:3-Niederlage im Rückspiel nach einem torlosen Remis im Hinspiel die Hoffnungen auf den Titel begraben musste.
Nach dem Achtungserfolg im europäischen Wettbewerb musste Orlanducci den Absturz seiner Mannschaft zurück in die untere Tabellenhälfte der Liga miterleben, blieb seinem Verein aber auch in diesen Zeiten treu. Dies zahlte sich aus, als Bastia den Einzug ins nationale Pokalendspiel 1981 schaffte. Mit einem Pass auf Roger Milla leitete er als Vorbereiter den Treffer zum 2:0-Zwischenstand ein und erreichte letztlich durch den 2:1-Endstand gegen die AS Saint-Étienne den Gewinn der Trophäe. Dazu sicherte sich die Mannschaft eine Teilnahme am Europapokal der Pokalsieger 1981/82, wobei die Akteure nicht an ihre Stärke von 1977 anknüpfen konnten und in der zweiten Runde gegen Dinamo Tiflis ausschieden. Orlanducci erlebte anschließend weitere Jahre am Rande des Abstiegs, ehe er im Verlauf der Saison 1985/86 seinen Stammplatz einbüßte und die Mannschaft gleichzeitig als Tabellenletzter den Gang in die zweite Liga antreten musste. Nach 17 Jahren Erstklassigkeit ging der Spieler mit in die zweithöchste Spielklasse, schaffte aber auch dort nicht mehr die Rückkehr in die erste Elf. 1987 beendete er mit 35 Jahren nach 440 Erstligapartien mit 13 Toren sowie zehn Zweitligapartien mit einem Tor seine Profilaufbahn. Da er 430 seiner Erstligaspiele im Trikot von Bastia bestritt, ist er der Rekordspieler des Vereins in der obersten nationalen Spielklasse. 2006 wurde der frühere Fußballer zum Vorsitzenden des Aufsichtsrats seines inzwischen in SC Bastia umbenannten Ex-Klubs gewählt. Dieses Amt führte er aus, bis er im Mai 2010 von dem Posten zurücktrat.

## Nationalmannschaft
Orlanducci war 24 Jahre alt, als er am 15. November 1975 bei einem 0:0 gegen Belgien zu seinem Debüt für die französische Nationalelf kam. Die Begegnung, bei der es um die für Frankreich ohnehin schon verpasste Qualifikation zur Europameisterschaft 1976 ging, blieb sein einziger Einsatz im Trikot seines Landes.

## Spielstil
Seine Rolle in der Abwehr führte Orlanducci zumeist im Stil eines Vorstoppers aus. Nach eigener Aussage missachtete er dabei teils den üblichen Stil, den Ball möglichst schnell weiterzugeben, in der Absicht, sich ins offensive Spiel einzubringen. Als Ziel nennt er hierbei, den Mitspielern in kritischen Lagen zu helfen, um im Spiel nach vorn Überzahlsituationen aufzubauen. Dies wurde von Trainer Pierre Cahuzac, der die Mannschaft von Bastia in den 1970er-Jahren betreute, anfangs nicht gebilligt, was laut Orlanducci seinen Stil jedoch nicht veränderte.